# Liste der Monuments historiques in Mont-l’Évêque
Die Liste der Monuments historiques in Mont-l’Évêque führt die Monuments historiques in der französischen Gemeinde Mont-l’Évêque auf.

## Liste der Bauwerke
| Bezeichnung | Beschreibung                  | Standort | Kennzeichnung | Schutzstatus | Datum | Bild           |
| ----------- | ----------------------------- | -------- | ------------- | ------------ | ----- | -------------- |
| Kirche      | Erbaut ab dem 13. Jahrhundert | (Lage)   | PA00114758    | Inscrit      | 1963  | weitere Bilder |
| Schloss     | Erbaut im 15. Jahrhundert     | (Lage)   | PA00114977    | Inscrit      | 1989  | weitere Bilder |